# Liste des œuvres de Roland C. Wagner
L’œuvre de Roland C. Wagner (1960-2012), écrivain français de science-fiction, compte une cinquantaine de romans et plus d'une centaine de nouvelles qui lui ont valu, entre autres, le prix Tour Eiffel, le prix Ozone et sept fois le prix Rosny aîné.
Le grand prix de l'Imaginaire a récompensé ses deux œuvres majeures : le cycle  Les Futurs Mystères de Paris en 1999 et le roman uchronique Rêves de gloire  en 2012.
Le cycle de l'Histoire d'un futur en rassemble une grande partie   autour d'une hypothèse science-fictive :la psychosphère. Histoire du futur proche en est le prologue, il se situe au XXIe siècle et se termine dans « les derniers jours de mai » 2013.
La seconde partie du cycle, Les Futurs Mystères de Paris, est structurée sous la forme semi-utopique d'un monde où la guerre a disparu et la violence considérablement diminué.
Roland C.Wagner était également traducteur d'auteurs comme Norman Spinrad, Arthur C. Clarke, Jack Vance, Stephen Baxter ou Catherine Asaro.
Enfin il est également l'auteur de nombreux essais et chroniques sur la science-fiction.

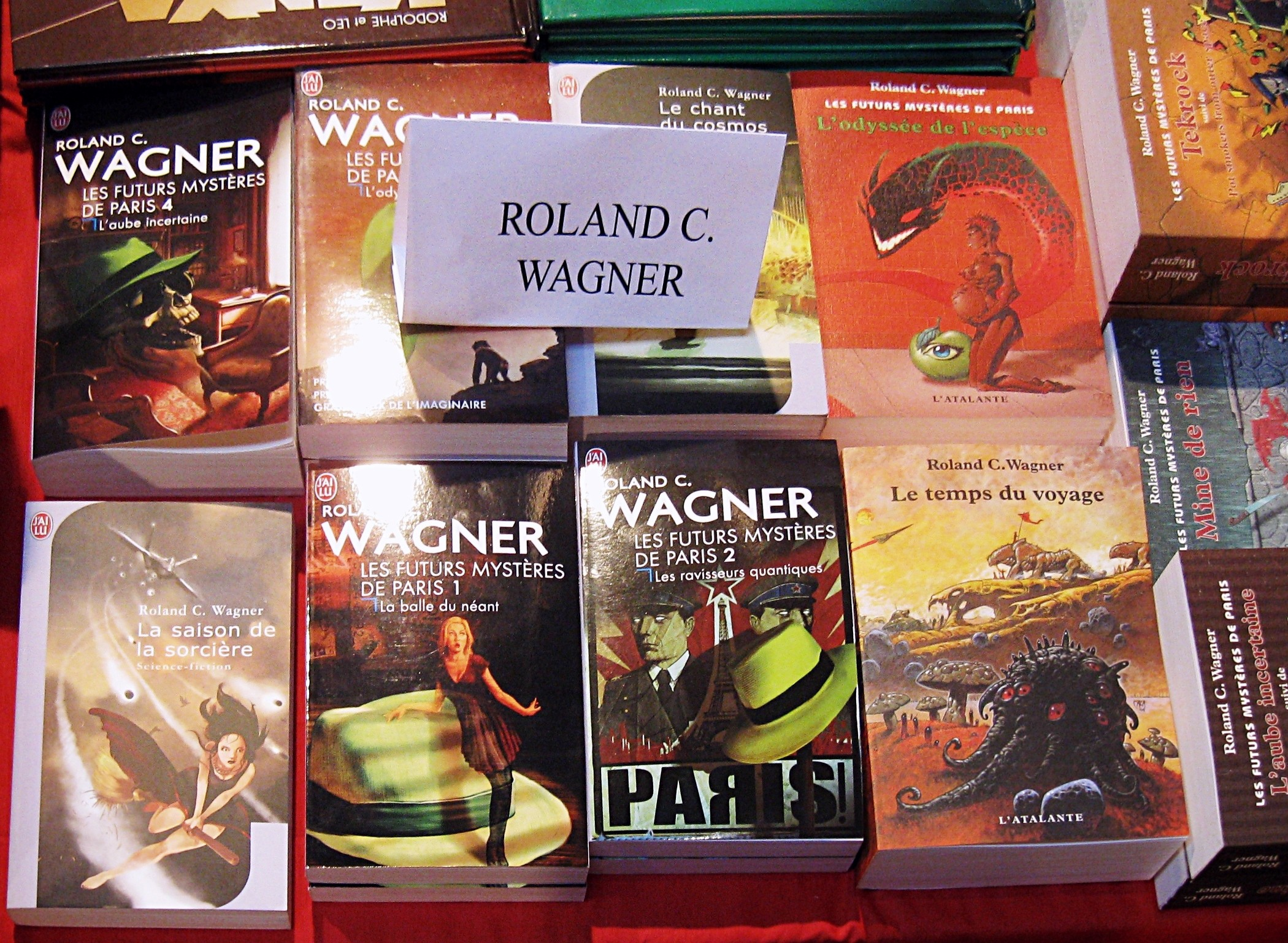
Quelques œuvres de RCW exposées lors des 7e rencontres de l'imaginaire de Sèvres, décembre 2010.

## Contexte de publication

### Pseudonymes
La plus grande partie de l’œuvre de l'auteur est parue sous la signature de Roland C. Wagner, Roland Wagner étant son nom de naissance; il adopta le « C. » de sa signature en raison de l'existence d'un homonyme et tenait finalement à cette précision. Cette initiale est probablement  celle de son deuxième prénom, à la façon des auteurs américains, mais n'est jamais explicitée.
À ses débuts dans les fanzines, il  écrivait sous de multiples pseudonymes dont Richard Wolfram, Henriette de la Sarthe ou Paul Geeron, qui parfois se répondaient et polémiquaient entre eux.
Sous le pseudonyme de Richard Wolfram sont parus la vingtaine de romans de la série Blade & Baker écrits pour Jimmy Guieu.
Le pseudonyme de Red Deff était partagé avec Jean-Marc Ligny .

### Éditeurs
Roland C. Wagner avait lu ses premiers romans de science-fiction dans la collection « Anticipation » du Fleuve noir et était resté attaché à cette collection pour son côté populaire. Il en était collectionneur et une bonne partie de ses propres romans y furent publiés de 1987 à 1992 ; il clôtura d'ailleurs la collection en décrochant le  numéro 2001, grâce au double jeu de mots dans le titre de L'odyssée de l'espèce.
Écarté en 1992 du Fleuve noir Anticipation à la suite du changement du directeur de collection, ses romans furent alors édités par des éditeurs plus ou moins éphémères.
Il continuait cependant à publier au Fleuve comme traducteur des Perry Rhodan, et écrivant sous pseudo des romans de la collection Blade & Baker pour Jimmy Guieu,. 
La série des Futurs Mystères a été rééditée en 1998 par le Fleuve Noir sous forme d'une série indépendante. 
À partir de 1999, les romans de Roland C. Wagner paraissent pour la plupart  aux éditions de L'Atalante et  illustrés par Caza. Pour reprendre les termes de l'auteur : « Le confort de travail est bien meilleur chez un éditeur moyen de province que dans un grand groupe parisien. Et les livres sont nettement plus beaux, ce qui ne gâche rien. ».
En 2012, certains de ses textes épuisés en édition papier furent réédités en format électronique par ActuSF, sans DRM.
Les éditions L'Atalante ont entamé en mars 2015 la réédition de la série des Futurs Mystères de Paris en intégrale par la publication de deux ouvrages de plus de mille pages chacun. Les Moutons électriques ont également entrepris la réédition d'une « intégrale raisonnée » incluant les premiers romans, de Poupée aux yeux morts à L'Histoire du futur proche.

## Romans et nouvelles

### Histoire d'un futur

#### Histoire du futur proche
- Le Serpent d'angoisse, Fleuve noir, coll. Fleuve Noir Anticipation no 1585, 1987, romanPrix Rosny aîné 1988 Réédition aux éditions Actusf en 2009
- Le Paysage déchiré, Fleuve noir, coll. Anticipation no 1678, 1989, roman
- Les Derniers Jours de mai 1 : Un navire ancré dans le ciel, Fleuve noir, coll. Anticipation no 1695, 1989, roman
- Les Derniers Jours de mai 2 : La Mort marchait dans les rues, Fleuve noir, coll. Anticipation no 1702, 1989, roman
- Quelqu'un hurle mon nom, Éd. de l'Hydre, 1993, roman
- Des renards sous l'évier, Éd. de l'Hydre, 1998, roman
- Musique de l'énergie, Fleuve noir, 2000, nouvelle in "Escales sur l'horizon"

#### Les Futurs Mystères de Paris
- La Balle du néant, Fleuve noir, coll. Anticipation no 1988, 1996, roman
- Les Ravisseurs quantiques, Fleuve noir, coll. Anticipation no 1998, 1996, roman
- L'Odyssée de l'espèce, Fleuve noir, coll. Anticipation no 2001, 1997, romanPrix Rosny aîné 1998, Prix Ozone 1998
- L'Aube incertaine, Fleuve noir, coll. SF no 15, 1997, roman
- Honoré a disparu, Le Bélial', 1998, nouvelle in "Histoires de cochons et de science-fiction"
- Tekrock, Fleuve noir, coll. Grand format SF no 7, 1999, roman
- Tøøns, Fleuve noir, coll. Grand format SF no 11, 2000, romanPrix Ozone 2000
- S'il n'était vivant, Le Bélial', 2000, nouvelle in "Privés de futur"
- La Barbe du prophète, Fleuve noir, coll. Grand format SF no 15, 2000, nouvelle in "Escales 2001"
- ...et personne n'est venu, J'ai lu, coll. Millénaires, 2002, nouvelle in "Détectives de l'impossible"
- Le Réveil du parasite, L'Atalante, coll. La Dentelle du cygne, 2002, nouvelle in "Les Ravisseurs quantiques" réédition
- Recristallisation, L'Atalante, coll. La Dentelle du cygne, 2002, nouvelle in "L'Odyssée de l'espèce" réédition
- Babaluma, L'Atalante, coll. La Dentelle du cygne, 2002, roman
- Kali Yuga, L'Atalante, coll. La Dentelle du cygne, 2003, roman
- Pot Smokers from outer space, L'Atalante, coll. La Dentelle du cygne, 2006, nouvelle in "Tekrock" réédition
- Mine de rien, L'Atalante, coll. La Dentelle du cygne, 2006, roman
- L'Esprit de la Commune, Univers & chimères, 2007, nouvelle in "Univers & chimères n° 3"

#### Autres
- Cette crédille qui nous ronge, Fleuve noir, coll. Anticipation no 1847, 1991, roman Réédition aux Éditions Actusf en 2008
- Le Chant du cosmos, L'Atalante, coll. La Dentelle du cygne, 1999, roman
- Marche et crève, Flammarion, coll. Imagine, 2000, nouvelle in "Destination 3001"
- De la part de Staline, nouvelle uchronique dans l'anthologie Divergences 001, Flammarion Jeunesse, coll. Ukronie 2008

### Rêves de Gloire
- Rêves de Gloire, L'Atalante, coll. La Dentelle du cygne, 2011, roman
- Le Train de la réalité, L'Atalante, coll. La Dentelle du cygne, 2012Prix Bob-Morane 2013, dans la catégorie nouvelle[9]

### Autres œuvres et nouvelles
Par ordre chronologique
- Ce qui n'est pas nommé, 1985
- La Course du Springbok à travers le veld, Fleuve noir, coll. Espionnage no 1893, 1987, romanÉcrit avec Alain Paris.
- Un ange s'est pendu, Fleuve noir, coll. Anticipation no 1614, 1988, roman
- Poupée aux yeux morts,

1. La Mémoire des pierres, Fleuve noir, coll. Anticipation no 1649, 1988, roman
2. Prisons intérieures, Fleuve noir, coll. Anticipation no 1654, 1988, roman
3. Les Futurs Mystères de Paris, Fleuve noir, coll. Anticipation no 1659, 1988, roman

- Images rémanentes,

1. Le Rêveur des terres agglutinées, Fleuve noir, coll. Anticipation no 1770, 1990, roman
2. L'Autoroute de l'aube, Fleuve noir, coll. Anticipation no 1787, 1990, roman

- Chroniques du désespoir, Fleuve noir, coll. Anticipation no 1820, 1991, roman
- H.P.L. (1890-1991), L'Astronaute mort, 1995, nouvellePrix Rosny aîné 1997 Réédition aux Éditions Actusf en 2005
- Le Nombril du monde, DLM Éditions, 1997, romanCe roman fait partie du cycle Agence Arkham.
- La Sinsé gravite au 21, Nestiveqnen, 1998, romanRéédition en un volume de Viper et Ganja
- Celui qui bave et qui glougloute, Fleuve noir, coll. Grand format SF no 5, 1999, nouvelle in "Futurs antérieurs" Réédition aux Éditions Actusf en 2007
- Le Pacte des esclavagistes, Baleine, 2000, romanÉcrit avec Rémy Gallart.
- Musique de l'énergie, Nestiveqnen, 2000, recueil de nouvelles
- L.G.M.,

1. L'ambassadeur désordonné, Éditions Onyx, 2001, roman
2. MDMA et KGB, Onyx, 2001, roman

- L'Œil du fouinain, Le Livre de poche, 2002, romanRéédition en un volume du cycle Poupée aux yeux morts
- La Saison de la sorcière, J'ai lu, coll. Millénaires, 2003, romanPrix Rosny aîné 2004 et Prix Bob-Morane 2004
- Le Temps du voyage, L'Atalante, coll. La Dentelle du cygne, 2005, roman
- Pax Americana, Le Rocher, 2005, roman
- L.G.M., Le Bélial', 2006, romanRéédition en un volume de L'ambassadeur désordonné et MDMA et KGB plus deux parties inédites

## Œuvres parues sous pseudonyme

### Sous le pseudonyme de Richard Wolfram
Sous ce pseudonyme sont parus des romans de la série Blade & Baker écrits pour Jimmy Guieu.
- La Force noire
- Le Serpent Dieu de Joklun-N'Ghar
- Les Albinos de Sulifüss
- L'Ombre du Dragon Rouge
- Les Magiciens des mondes oubliés
- Échec au destin
- Le Maître de la Main Rouge
- Flammes sur Batoog
- Les Brumes de Joklun-N'Ghar
- Au cœur de Kenndor
- L'Offensive des Frotegs
- La Fin de Gondwana
- Embuscade sur Eileena
- La Planète sans nom
- Panique sur Wondlak
- L'Alliance des invincibles
- Les Prisonniers de Bangor
- L'Étoile aux cent planètes
- Conjuration sur Joklun-N'Ghar
- Sur l'aile du dragon

### Sous le pseudonyme de Red Deff
Pseudonyme partagé avec Jean-Marc Ligny
- Les Psychopompes de Klash, Fleuve noir, coll. Anticipation no 1733, 1990, roman
- La Sinsé gravite au 21,

1. Viper, Fleuve noir, coll. Anticipation no 1806, 1991, roman
2. Ganja, Fleuve noir, coll. Anticipation no 1825, 1991, roman

## Traductions

### De l'allemand en français
Dans la série des Perry Rhodan de Karl-Herbert Scheer et Clark Darlton, Roland C. Wagner a réalisé une quinzaine de traductions en collaboration avec Ulrike Klotz-Eiglier ou Jean-Marc Oisel. 
Ces romans sont parus en France dans la collection Perry Rhodan du Fleuve Noir entre 1989 et 1991.
1. Guérilla sur Greendor
2. Pas de retour pour Rhodan
3. Les Soldats stellaires
4. Mulots en mission
5. La Fin de la fuite
6. Péril sur Plophos
7. Le Déclin du dictateur
8. Arkonis assassiné
9. À l'assaut d'Andromède
10. Planète de pénitence
11. Les Gardiens des galaxies
12. La Guerre du gel
13. Héros de l'horreur
14. Microcosme et Macrocosme
15. Les Pyramides pourpres

### De l'anglais au français
De Norman Spinrad
- Bleue comme une orange (2001) titre original Greenhouse Summer , 1999
- Il est parmi nous (2009) titre original He Walks Among Us
- Le Temps du rêve (2012) titre original Welcome to your Dreamtime , 2012

De Stephen Baxter
- Espace  (2007) titre original Space , 2001
- Temps  (2007) titre original Time , 1999
- Origine (2008) titre original Origin , 2001
- Flux (2011) titre original Flux , 1993

Autres auteurs
- Les Daleks envahissent la Terre (de Terrance Dicks) (1987) titre original Dr Who and the Dalek invasion of earth , 1977
- Le Fantôme venu des profondeurs (de Arthur C. Clarke) (1993) titre original The Ghost from the Grand Banks , 1990
- Quantum Rose (de Catherine Asaro) (2004) titre original The Quantum Rose , 2000
- Monstres sur orbite (de Jack Vance) (2005)

## Essais

### Ouvrages didactiques
- « Dilemmes et petite cuisine de traducteur », dans Science-fiction et didactique des langues : un outil communicationnel, culturel et conceptuel : actes des deuxièmes Journées Enseignement & science-fiction de l'IUFM de Nice Célestin Freinet, 15 & 16 mai 2012, Éd. du Somnium, impr. 2013 (ISBN 978-2-9532703-2-7, OCLC 829995253, lire en ligne)
- « Une uchronie linguistique : Rêves de Gloire et le pataouète », dans Science-fiction et didactique des langues : un outil communicationnel, culturel et conceptuel : actes des deuxièmes Journées Enseignement & science-fiction de l'IUFM de Nice Célestin Freinet, 15 & 16 mai 2012, Éd. du Somnium, impr. 2013 (ISBN 978-2-9532703-2-7, OCLC 829995253, lire en ligne)
- « Les Chroniques de la Grande Séparation », dans Génération SF, Essais sur la science-fiction, In Libro Veritas, 2009 (lire en ligne)
- « Être ou ne pas être un disney », dans Génération SF, Essais sur la science-fiction, In Libro Veritas, 2009 (lire en ligne)

### Essais et critiques dansFiction
- « Livres », Fiction, no 369,‎ décembre 1985
- « Livres », Fiction, no 371,‎ février 1986
- « Livres », Fiction, no 352,‎ décembre 1986
- « Regards sur le fandom », Fiction, no 374,‎ mai 1986
- « Livres », Fiction, no 376,‎ juillet 1986
- « Livres », Fiction, no 380,‎ novembre 1986
- « Lille 1986 (XIIIe convention française de SF) », Fiction, no 382,‎ janvier 1987
- « Regards sur le fandom (4) », Fiction, no 393,‎ janvier 1988
- « Regards sur le fandom (5) », Fiction, no 402,‎ novembre 1988

### Chroniques dansCasus Belli
- Chroniques rééditées

## Ouvrages en ligne
- La dernière charge de la morve d'or
- La chanson de Jimmy

### Nouvelles
- (ru) Бледна твоя кожа, кровав твой взгляд (traduction en russe de Blafarde ta peau, rouge ton regard)